# Albin Rudén
Johan Albin Rudén, född 20 maj 1883 i Mörlunda församling, Kalmar län, död 11 oktober 1969 i Motala församling, Östergötlands län, var en svensk präst.

## Biografi
Albin Rudén föddes 1883 i Mörlunda församling. Han var son till hemmansägaren Konstans Valfrid Jonsson i Ruda och Kristina Lovisa Nilsdotter. Rudén avlade mogenhetsexamen vid Fjellstedtska skolan och blev höstterminen 19055 student vid Uppsala universitet. Rudén tog 1912 prästexamen och prästvigdes för Linköpings stift till pastorsadjunkt i Motala församling och Skänninge församling. Han blev 1912 vice komminister i Haurida församling och var 1913–1917 tillförordnad komminister i församlingen. Rudén var även från 1913 vice pastor i Kristdala församling. Han blev 1924 kyrkoherde i Regna församling och 1940 kontraktsprost i Bergslags kontrakt.
Rudén utnämndes till ledamot av Vasaorden.

### Familj
Rudén gifte sig 1934 med Hildur Elsa Augusta Johansson.